# Живе (коммуна)
Живе́ (фр. Givet) — коммуна во Франции, находится в регионе Шампань — Арденны. Департамент коммуны — Арденны. Административный центр кантона Живе. Округ коммуны — Шарлевиль-Мезьер.
Код INSEE коммуны — 08190.
Коммуна расположена приблизительно в 230 км к северо-востоку от Парижа, в 140 км севернее Шалон-ан-Шампани, в 45 км к северу от Шарлевиль-Мезьера.

## Население
Население коммуны на 2008 год составляло 6736 человек.
| 1962 | 1968 | 1975 | 1982 | 1990 | 1999 | 2008 |
| ---- | ---- | ---- | ---- | ---- | ---- | ---- |
| 7444 | 7865 | 7804 | 7587 | 7775 | 7372 | 6736 |

## Экономика
В 2007 году среди 4428 человек в трудоспособном возрасте (15—64 лет) 3118 были экономически активными, 1310 — неактивными (показатель активности — 70,4 %, в 1999 году было 66,9 %). Из 3118 активных работали 2399 человек (1478 мужчин и 921 женщина), безработных было 719 (316 мужчин и 403 женщины). Среди 1310 неактивных 365 человек были учениками или студентами, 303 — пенсионерами, 642 были неактивными по другим причинам.

## Достопримечательности
- Монастырь Реколлектин (XVII век). Исторический памятник с 1980 года.[3]
- Церковь Сент-Илер[фр.]. Была разрушена маршалом Франсуа де Креки в 1675 году, восстановлена в 1683 году.
- Церковь Нотр-Дам, основанная на месте средневековой церкви. Была разрушена в 1696 году, восстановлена в 1729—1732 годах.
- Крепость Шарлемон[фр.], построена в 1555 году, восстановлена в 1696 году. Исторический памятник с 1927 года.[4]
- Часовня Валькур[фр.] (1781 год). Исторический памятник с 1984 года.[5]

## Фотогалерея

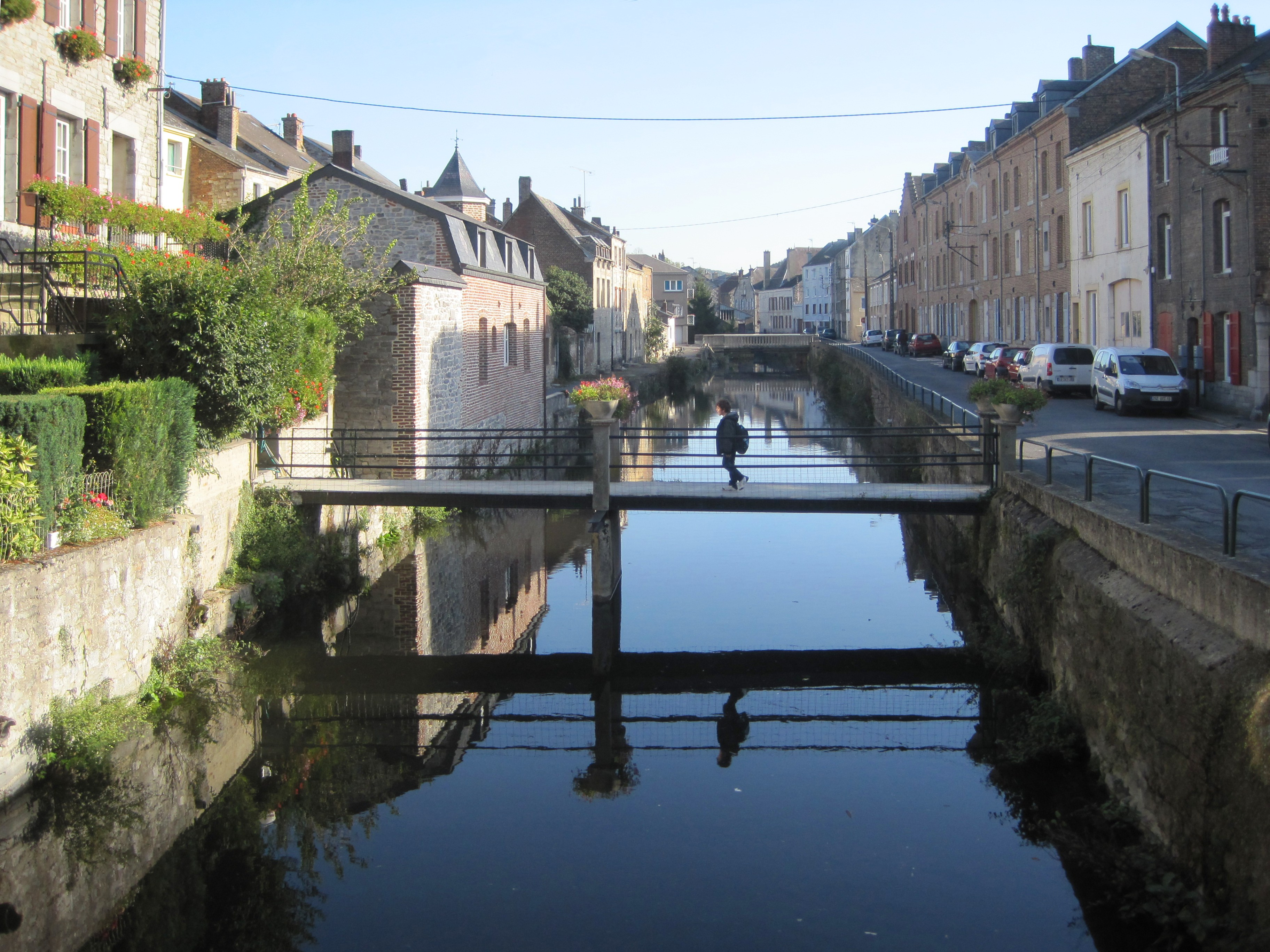
Живе
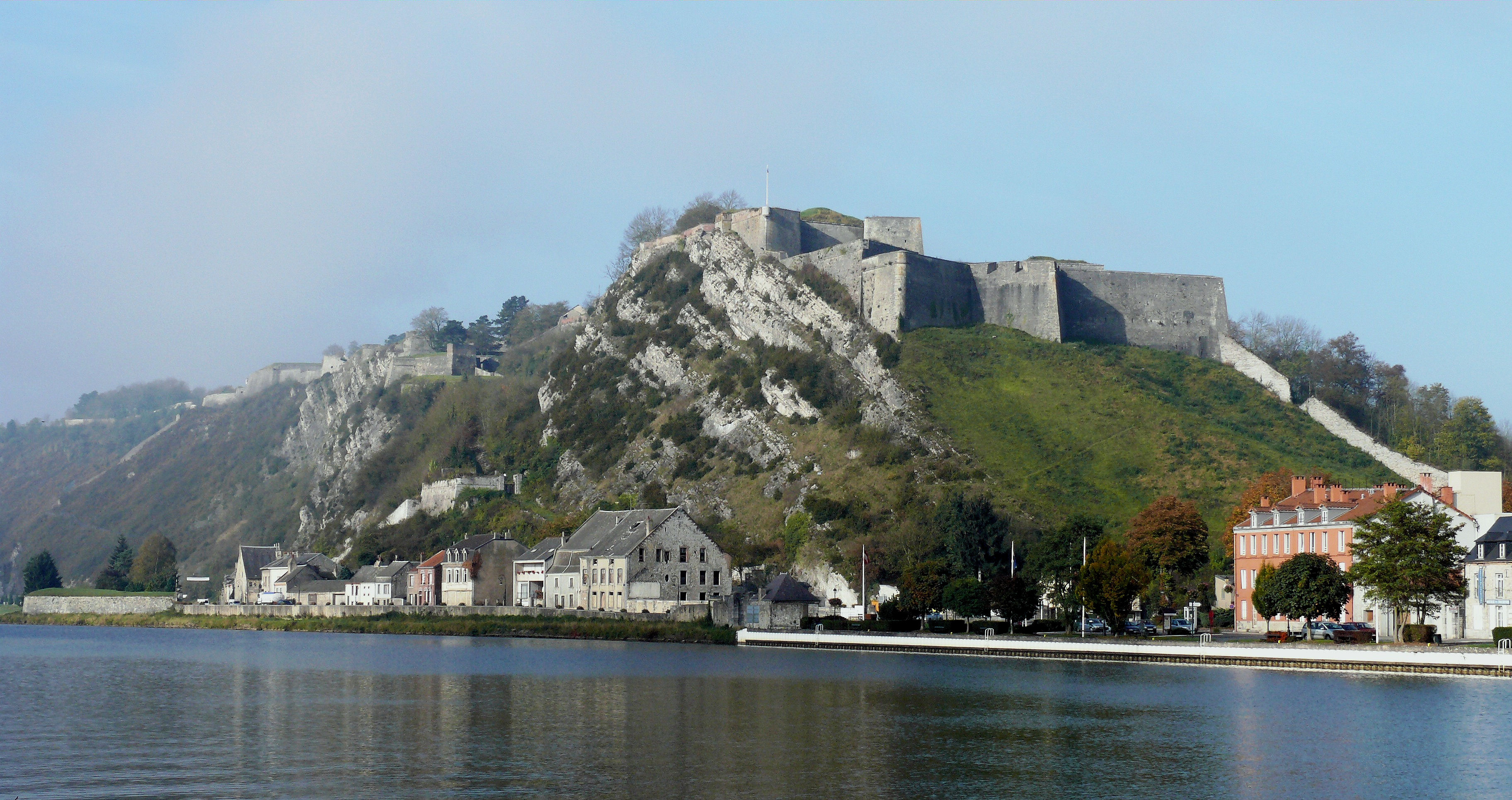
Крепость Шарлемон
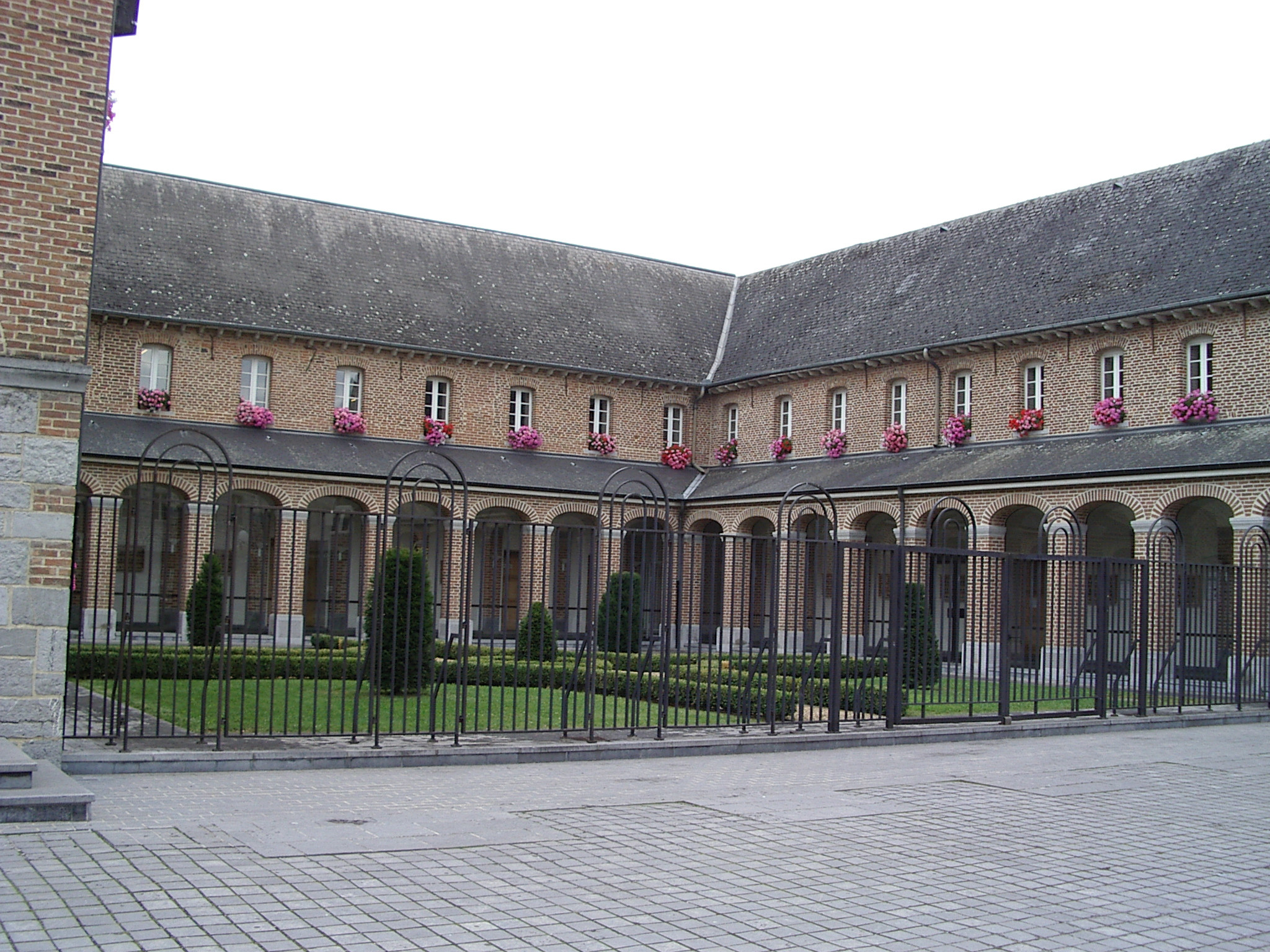
Монастырь Реколлектин
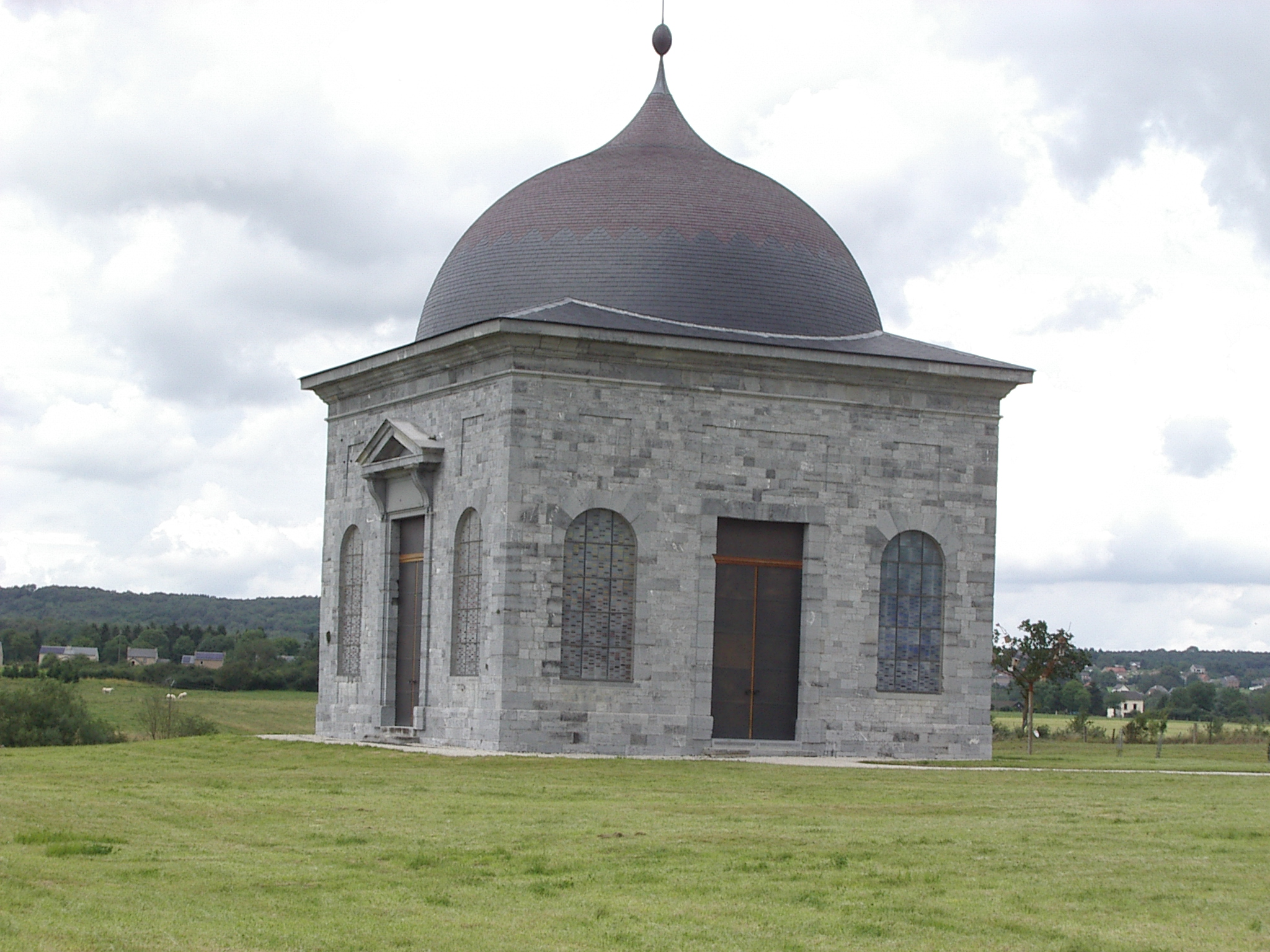
Часовня Валькур